# Pedra de Lume
Pedra de Lume (ou Pedra Lume) est une localité côtière du Cap-Vert, situé à l'est de l'île de Sal dans les îles de Barlavento. Située à 5 km de Espargos, la capitale de l'île, elle doit sa notoriété à ses salines, exploitées du XIXe au XXe siècle, notamment par les Salins du Midi entre 1920 et 1999. L'île de Sal leur doit son nom.

## Saline

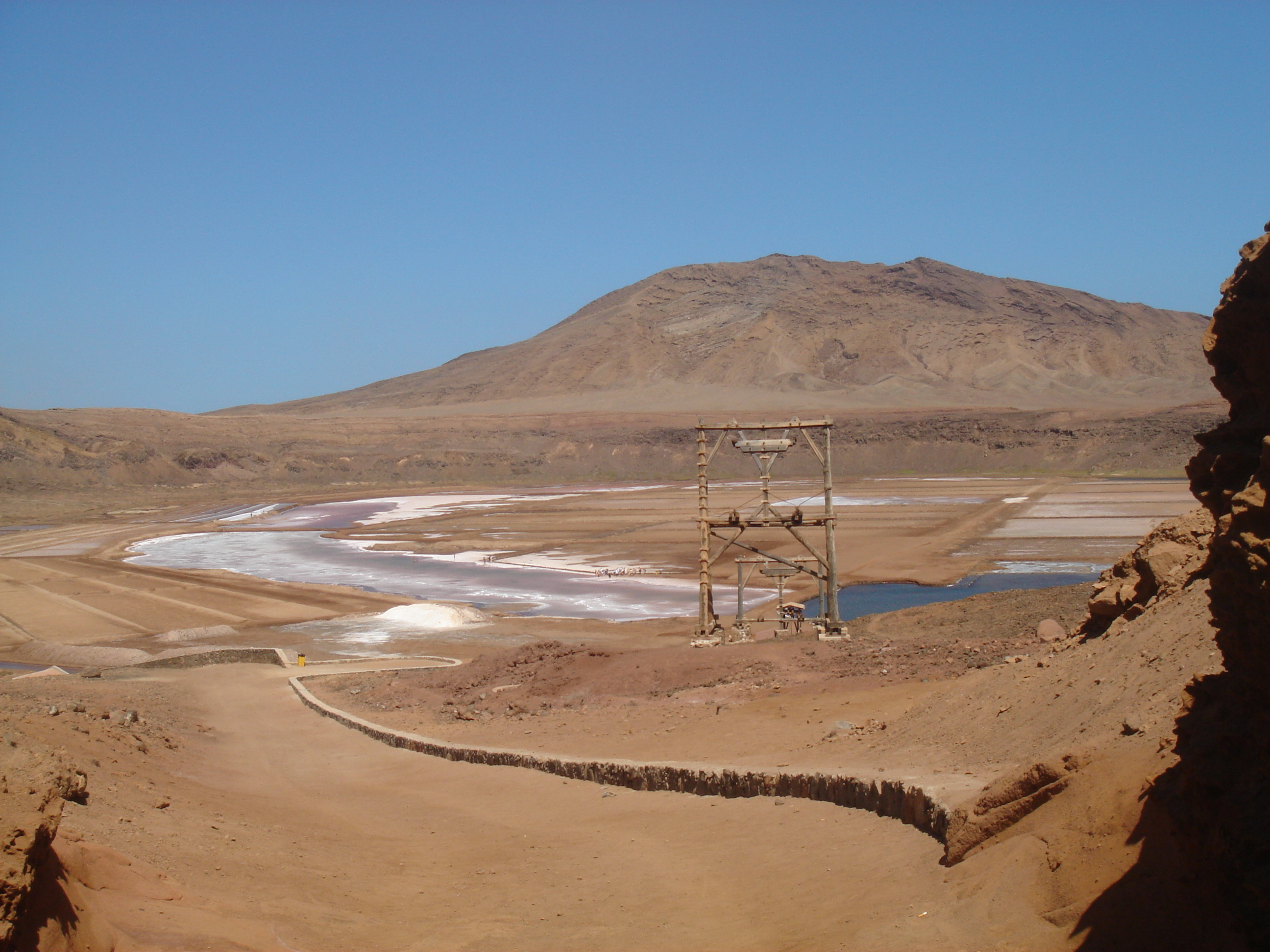
La saline

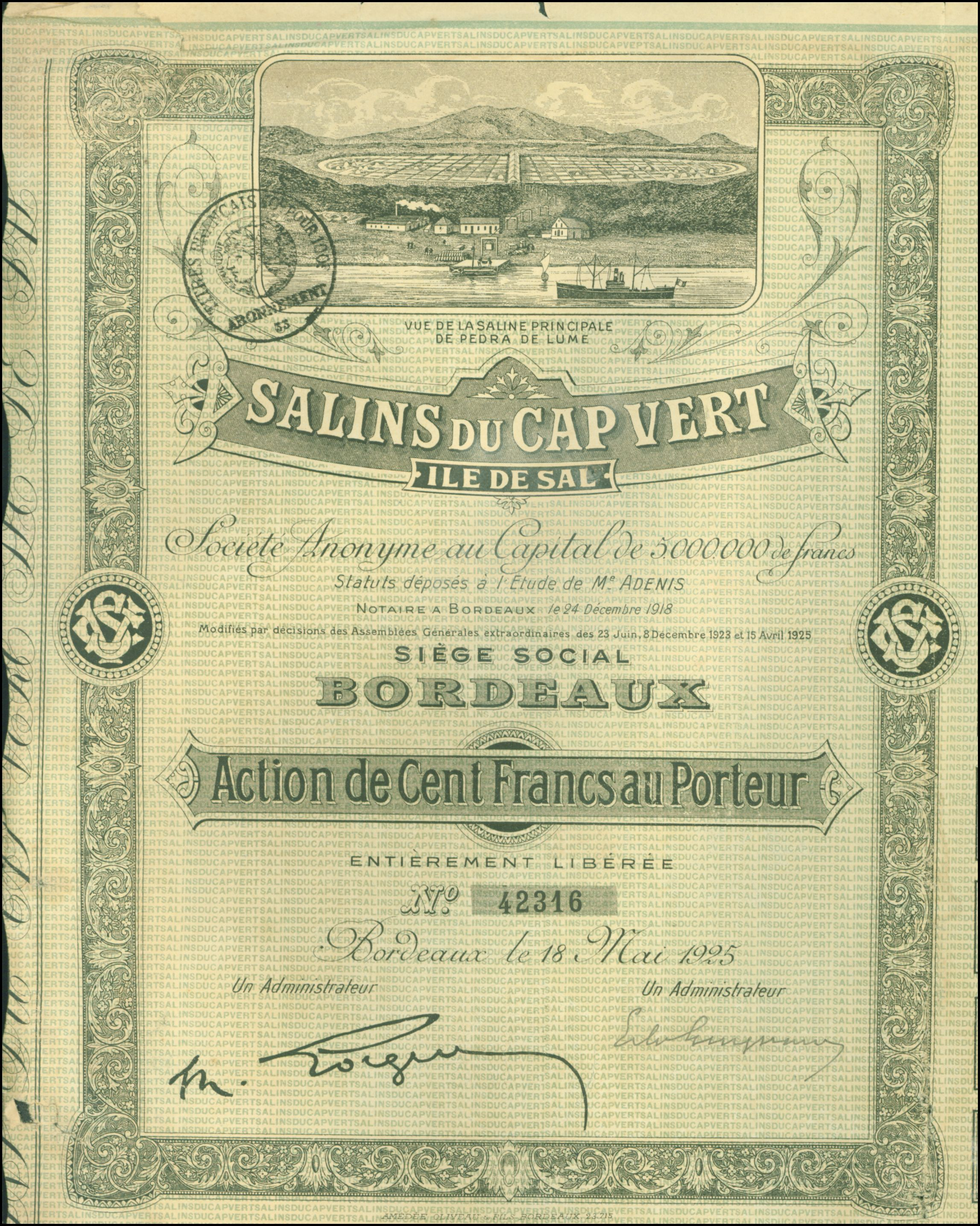
Action des Salins du Cap Vert en date du 18 mai 1925

Les salines de Pedra de Lume et de Cagarral font partie des espaces protégés du Cap-Vert.
En 2004 un dossier de candidature a été déposé auprès de l'UNESCO en vue de l'inscription des salines sur la liste du Patrimoine mondial.